# La Trajectoire de l'homme canon
Albums de La Ruda
Dans la vapeur et le bruit Les Bonnes Manières
La Trajectoire de l'homme canon est le cinquième album de La Ruda, sorti le 2 octobre 2006.

## Liste des chansons
1. Un et un font trois
2. Tierra ne répond plus
3. Des horizons des péages
4. La trajectoire de l'homme canon
5. Marilyne
6. Mélodie en action
7. Ronnie sait
8. De simples choses...
9. Quand la nuit
10. Si j'étais une histoire
11. De la vie jusqu'au cou
12. Paradis
13. ... De choses et d'autres
14. Soyez le bienvenu